# Celedón

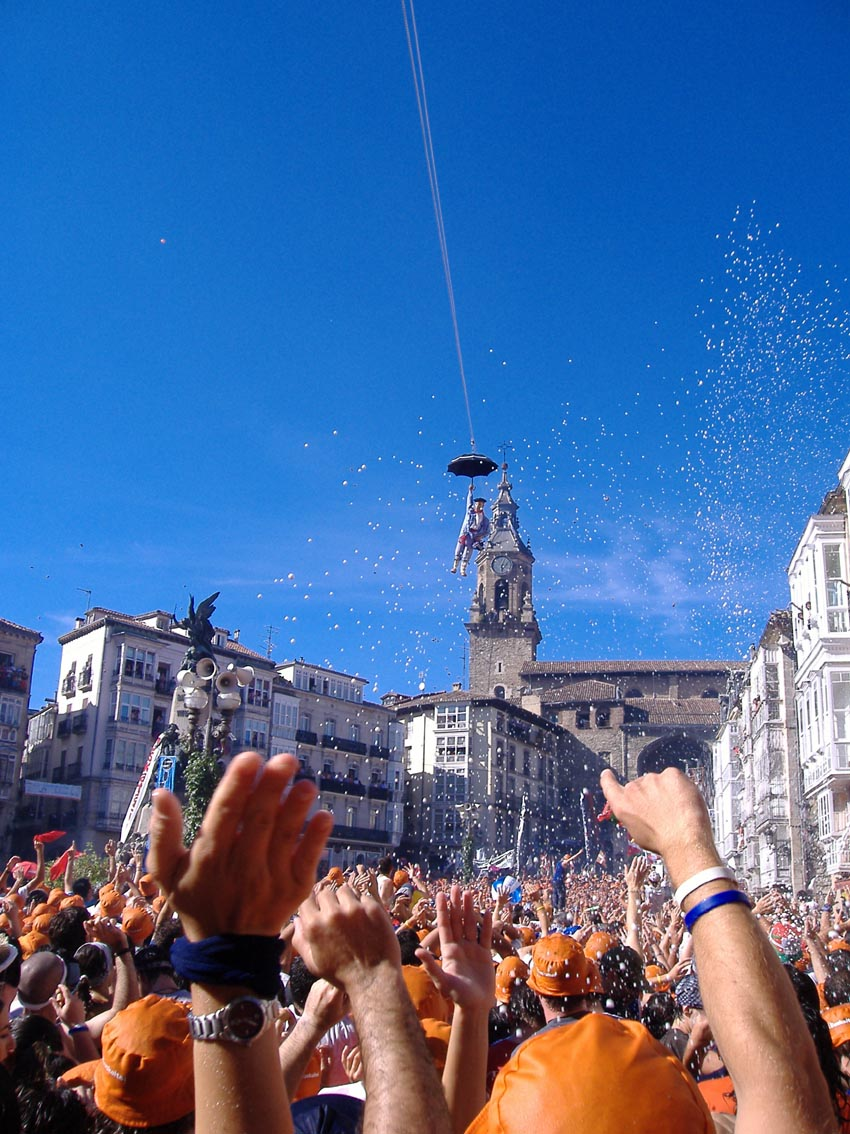
La popular bajada de Celedón.

Celedón es el personaje cuya llegada, bajando del cielo con un paraguas, abre las fiestas patronales de Vitoria, capital de la provincia vasca de Álava.
Las fiestas de Vitoria se celebran en honor a la Virgen Blanca (Andre Mari Zuria), cuya festividad se conmemora el 5 de agosto. Los festejos comienzan un día antes con la bajada de Celedón, que se realiza en la plaza de la Virgen Blanca ante una gran multitud que recibe al personaje encendiendo puros y abriendo botellas de champán.
Desde lo alto de la torre de la Iglesia de San Miguel, a las seis de la tarde, después de tirar el chupinazo, baja Celedón (un muñeco suspendido por un cable) "volando" sobre la gente y con su paraguas abierto para llegar a un balcón del que, pocos minutos después, sale, ya convertido en humano para pasar, en esta ocasión, caminando entre la multitud. De ahí se dirige hasta la balconada de la Iglesia desde donde da un discurso alentando a todo el mundo a la diversión e inaugurando de esta forma las fiestas de la Virgen Blanca. 
Posteriormente, en la noche del 9 al 10 de agosto, abandona la ciudad volando hacia el cielo vitoriano y despidiéndose de todos hasta el siguiente año.
En 1986, de forma excepcional, las fiestas de Vitoria finalizaron 24 horas más tarde, por lo que dicha subida se produjo la noche del 10 al 11 de agosto.

## El personaje

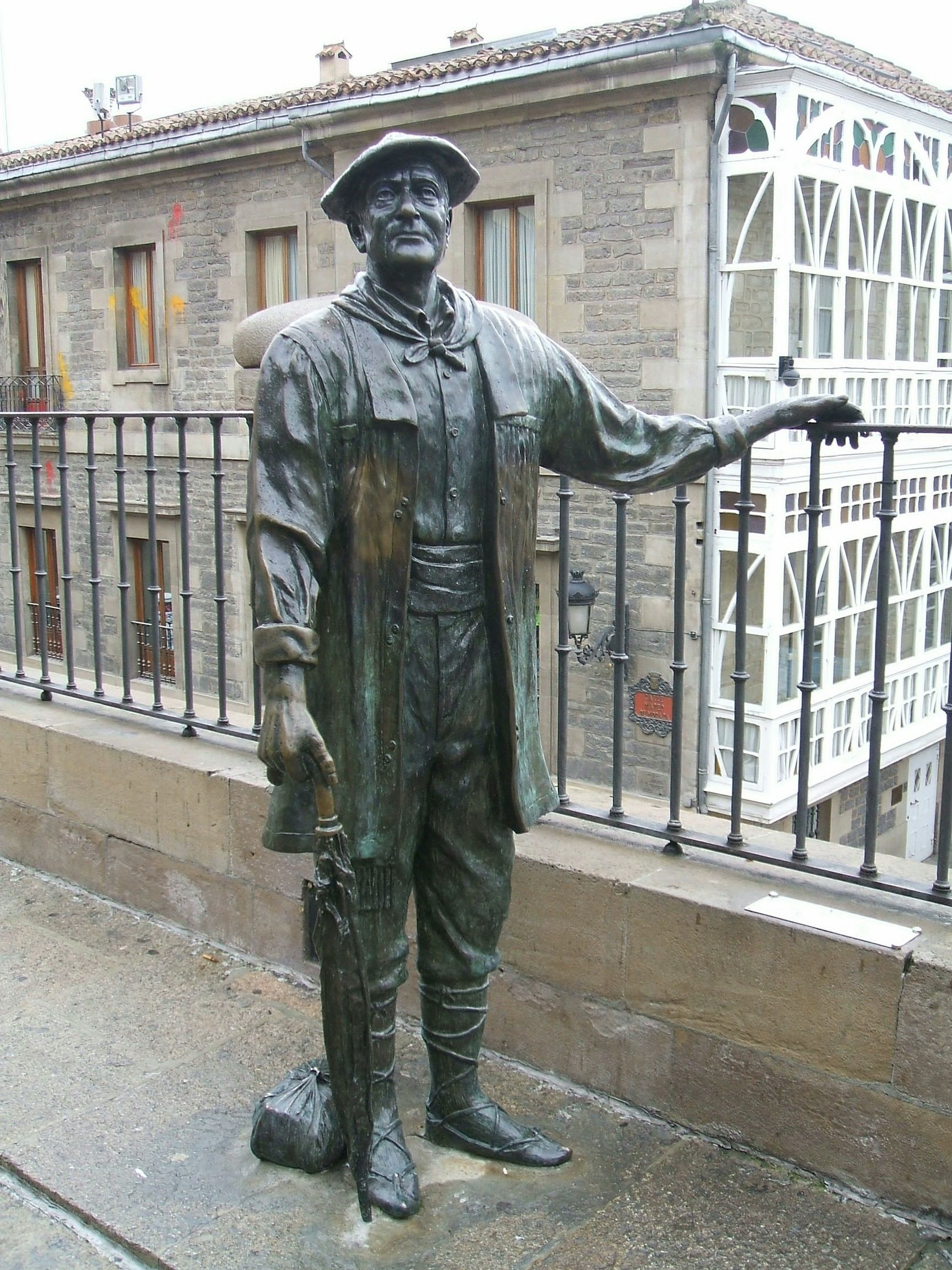
Estatua de Celedón.

Celedón nos recuerda a Celedonio Alzola quien fuera un aldeano originario de Zalduendo de Álava (Álava) y que cada año acudía a las Fiestas de La Blanca en Vitoria, siendo el protagonista de éstas e invitando a todos los ciudadanos y visitantes a unirse a la diversión. 
En 1957, 9 amigos idearon el personaje de Celedón, creando un muñeco que descendería por un cable, y se reencarnaría en persona, siendo esa persona José Luis Isasi. Originalmente Celedón bajaba desde la torre de San Miguel hasta la Plaza de España o Plaza Nueva pero, en 1970, debido a unas obras se trasladó a la Plaza de la Virgen Blanca.